# Lehenbauer
Lehenbauer ist ein Gemeindeteil der Gemeinde Genderkingen im Landkreis Donau-Ries (Regierungsbezirk Schwaben, Bayern).

## Geographie
Die Einöde liegt rund eineinhalb Kilometer nordöstlich der Ortsmitte von Genderkingen, zu der eine Gemeindeverbindungsstraße führt. Die Donau fließt nördlich in einem Kilometer Entfernung. 

## Geschichte
Dieses dem Kloster Kaisheim gehörige Gut hieß 1694 einfach „Lehen“. Nachdem sich eine Familie Baur hier ansässig machte, änderte sich die Bezeichnung auf „Lehenbauer“. 1727 lässt sich ein Michael Baur auf dem Hof nachweisen; seither ist der Hof stets innerhalb der Familie übergeben beziehungsweise vererbt worden – auch wenn sich er Name durch weibliche Linien mehrfach änderte.